# Leptostylus orbiculus
Leptostylus orbiculus är en skalbaggsart som beskrevs av Bates 1880. Leptostylus orbiculus ingår i släktet Leptostylus och familjen långhorningar.
Artens utbredningsområde är:
- Honduras.
- Nicaragua.

Inga underarter finns listade i Catalogue of Life.